# Sila Nikolajewitsch Sandunow

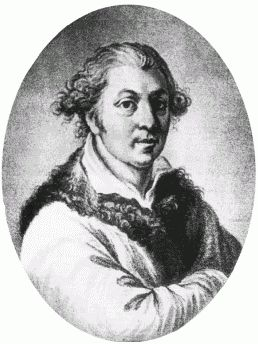
Sila Nikolajewitsch Sandunow

Sila Nikolajewitsch Sandunow (russisch Сила Николаевич Сандунов; * 1756; † 8. Apriljul. / 20. April 1820greg. in Moskau), geboren als Silowan Nikolosis Sandukeli (georgisch სილოვან ზანდუკელი), war ein georgisch-russischer Schauspieler und Unternehmer.

## Leben
Sila Sandunow stammte aus der georgischen Adelsfamilie Sandukeli, die zusammen mit dem georgischen König Wachtang VI. nach Russland ausgewandert war.
1776 trat Sandunow im gerade gegründeten Moskauer Petrowski-Theater auf, wo er sofort die prominenteste Position einnahm. Bald wurde er in den Dienst des St. Petersburger Hoftheaters übernommen, wo er Publikumsliebling wurde.
Sandunow heiratete am 14. Februarjul. / 25. Februar 1791greg. in der St. Petersburger Hofkirche die Opernsängerin Jelisaweta Uranowa im Beisein der Kaiserin Katharina II., nachdem Jelisaweta Uranowa die Widerstände des Grafen Alexander Besborodko mit Hilfe der Kaiserin überwunden hatte. Die Kaiserin schenkte dem Paar Diamanten.

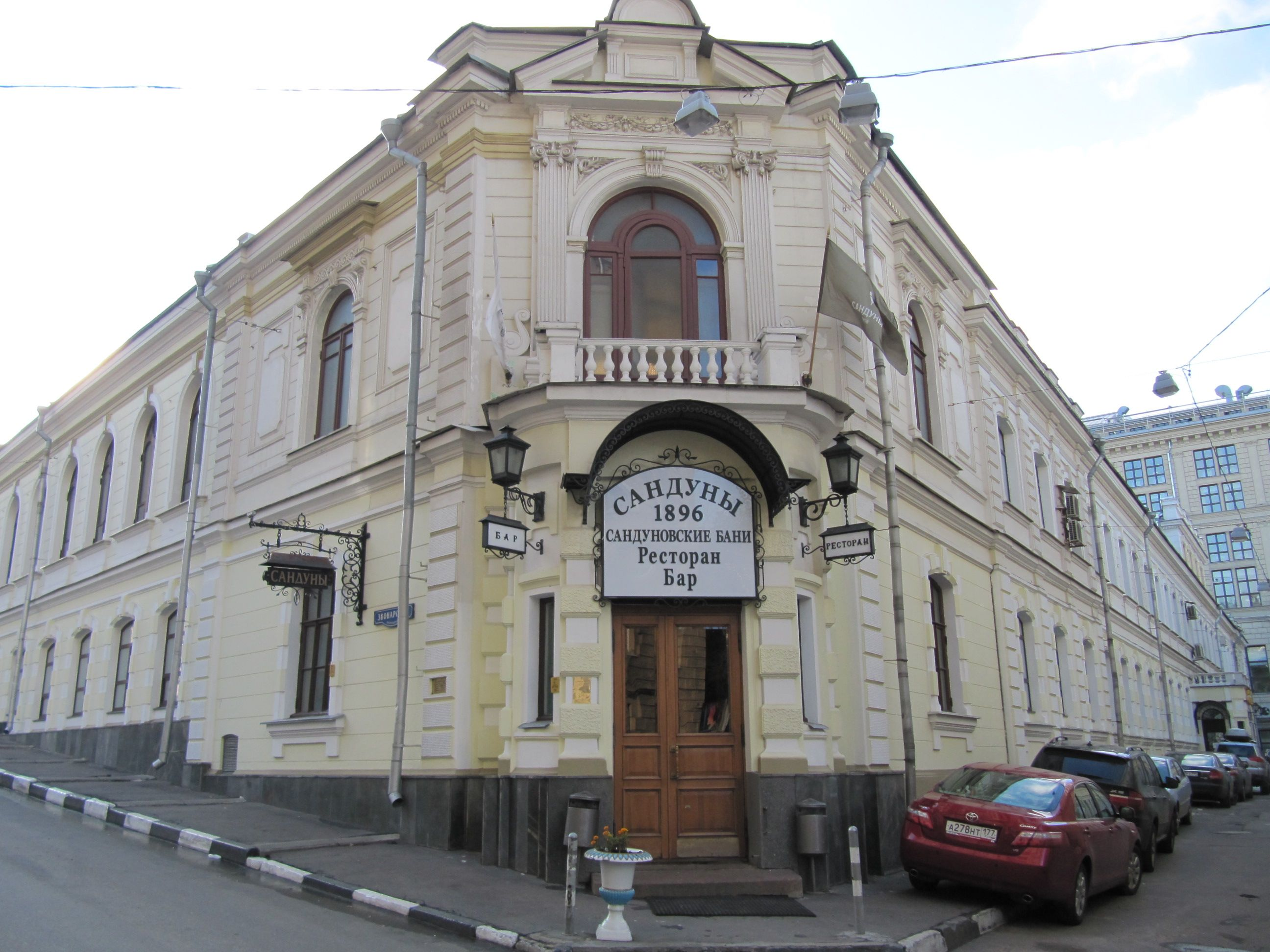
Sandunow-Bäder in Moskau

1794 kehrte Sandunow mit seiner Frau nach Moskau zurück, wo er schließlich Regisseur wurde. Als Schauspieler trat er bis 1810 auf.
Nach dem Verkauf der Diamanten der Kaiserin kaufte Sandunow 1800 einige Grundstücke im Zentrum Moskaus an der Neglinnaja und ließ darauf ein Badehaus erbauen, das 1808 eröffnet wurde. Nach Sandunows Tod wechselte der Besitzer dieser Immobilie mehrfach. Schließlich besaß sie Alexei Ganezki, der 1894–1896 das alte Badehaus durch einen prächtigen Neubau im Beaux-Arts-Stil, die Sandunowskie Bani, mit den Architekten Bernhard Freudenberg, Sergei Kalugin und Wladimir Tschagin ersetzen ließ.